# Foley, Alabama
Foley là một thành phố thuộc quận Baldwin, tiểu bang Alabama, Hoa Kỳ. Dân số năm 2009 là 14197 người, mật độ đạt 213 người/km².